# Église Saint-Pons de Baugy
Pour les articles homonymes, voir Église Saint-Pons.
L'église Saint-Pons de Baugy est une église catholique située à Baugy, dans le département de Saône-et-Loire, en France.

## Présentation
Cette église romane date du XIe siècle. L'église fait l’objet d’un classement au titre des monuments historiques en 1913.
L'une de ses curiosités est d'avoir conservé un équipement rare ; une « fenestrelle », minuscule ouverture pratiquée dans le mur d'une église pour permettre aux lépreux, interdits de vivre avec les bien portants, de suivre l'office.
L'église est à nef unique. Elle a une travée de chœur et une abside. Les chapiteaux sculptés du portail montrent des animaux musiciens.

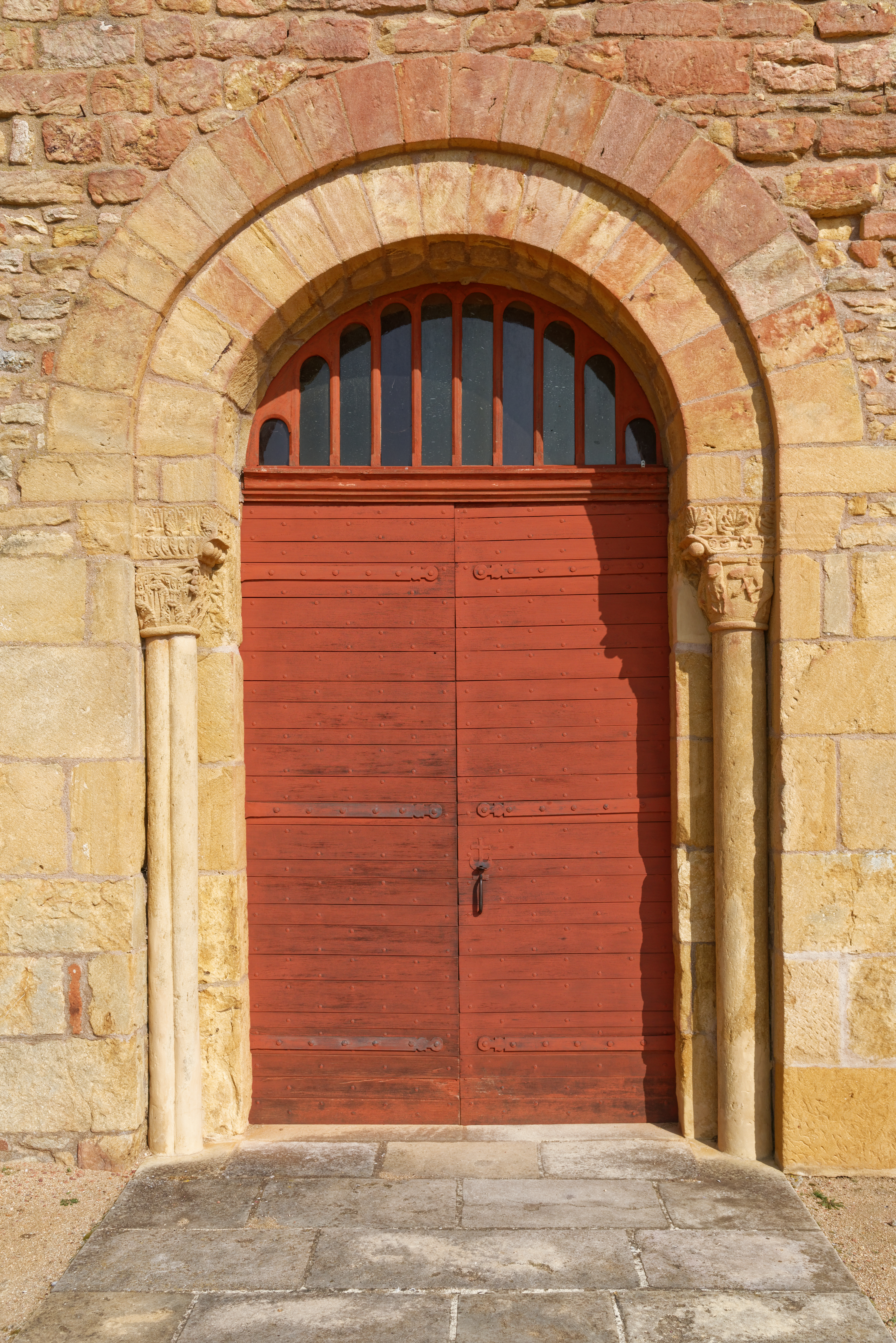
portail
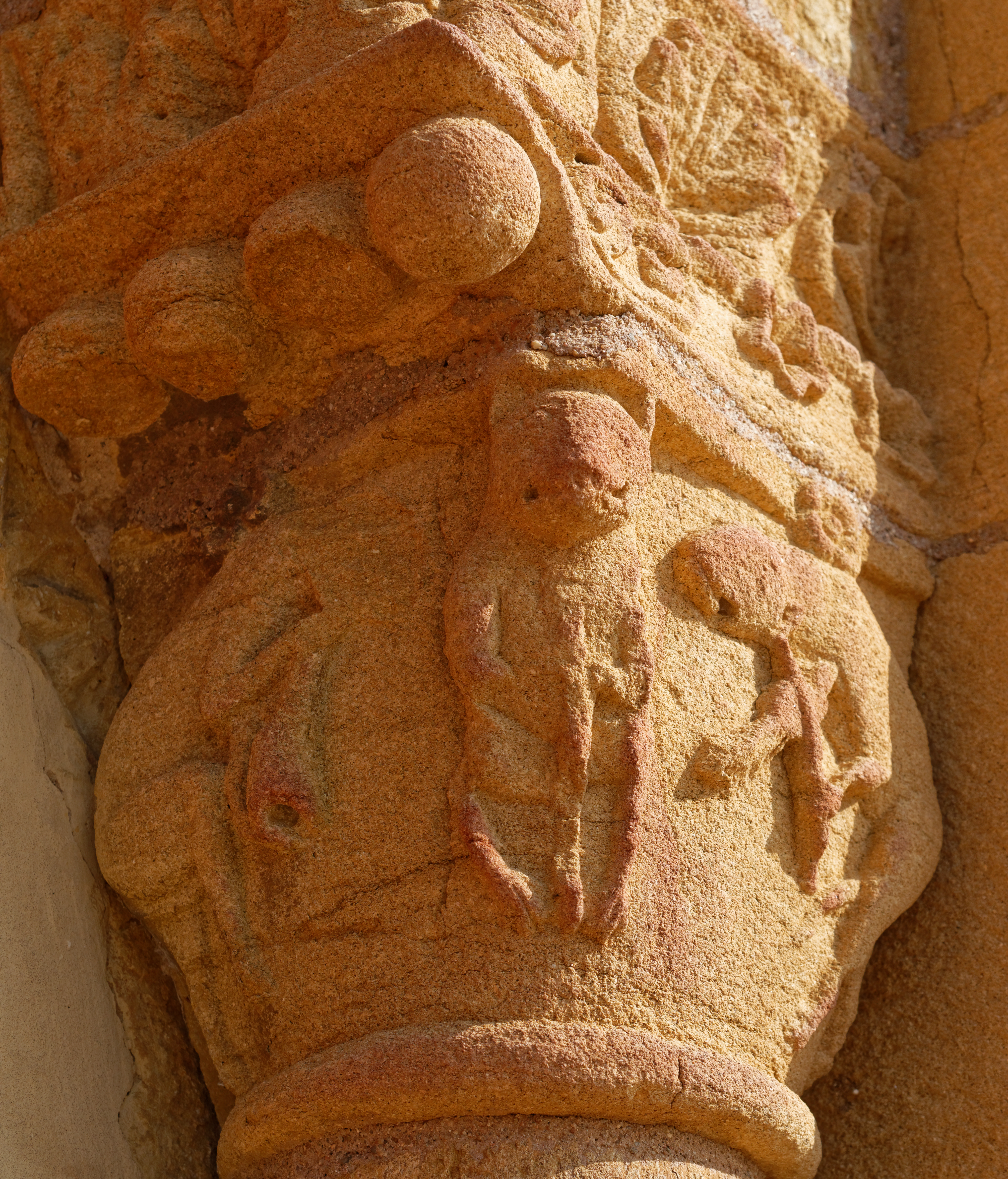
chapiteau animaux musiciens
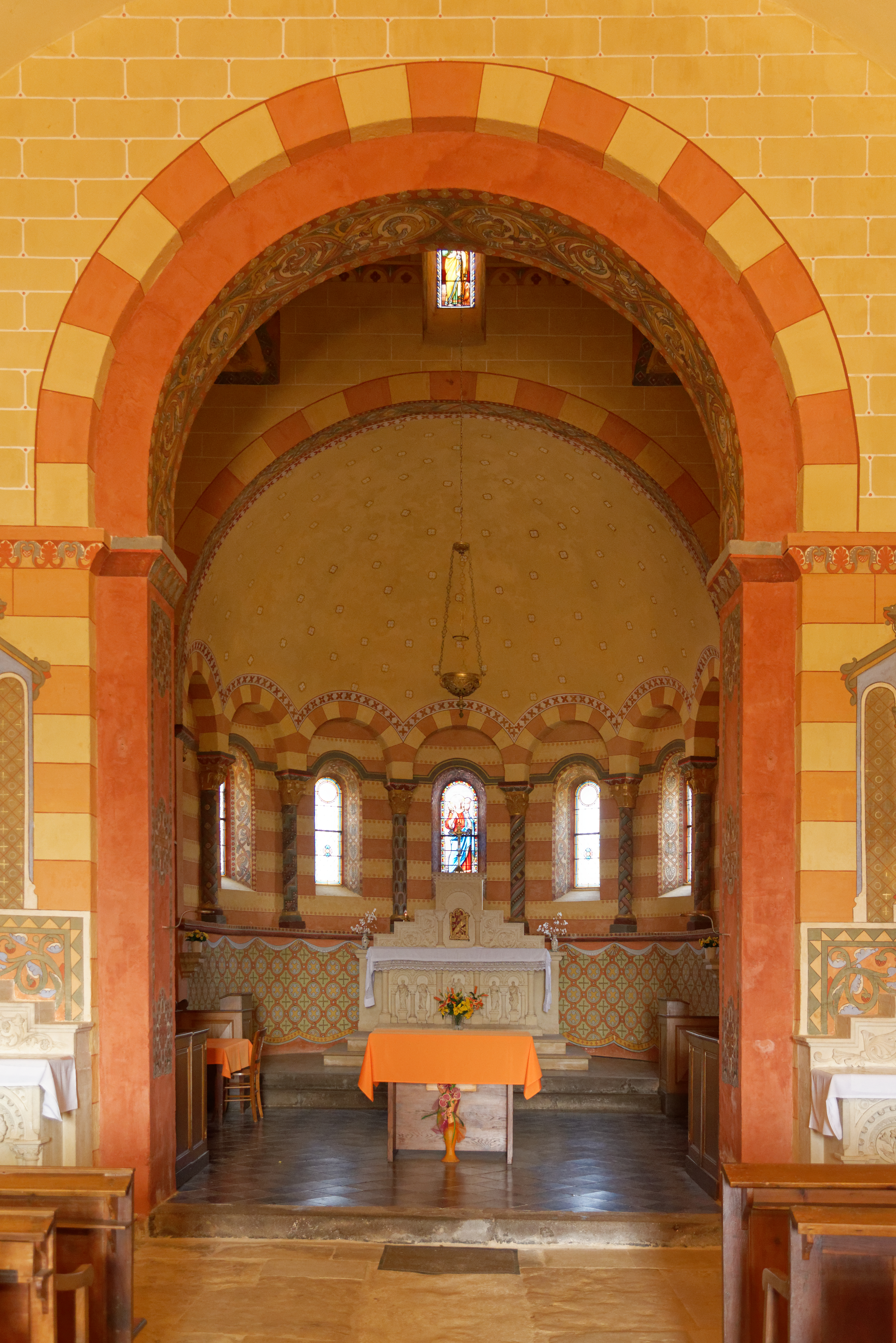
Abside autel
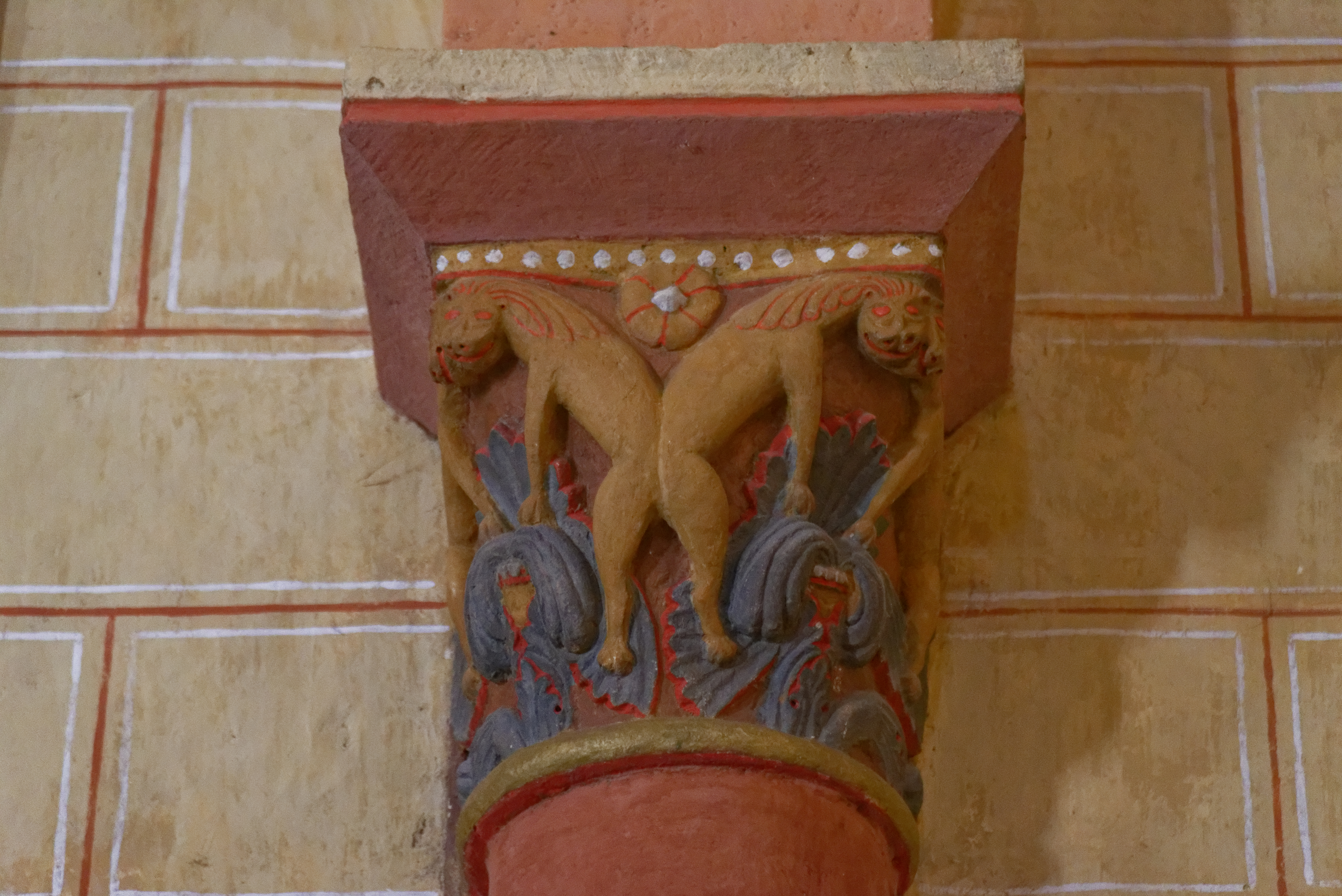
Chapiteau lions
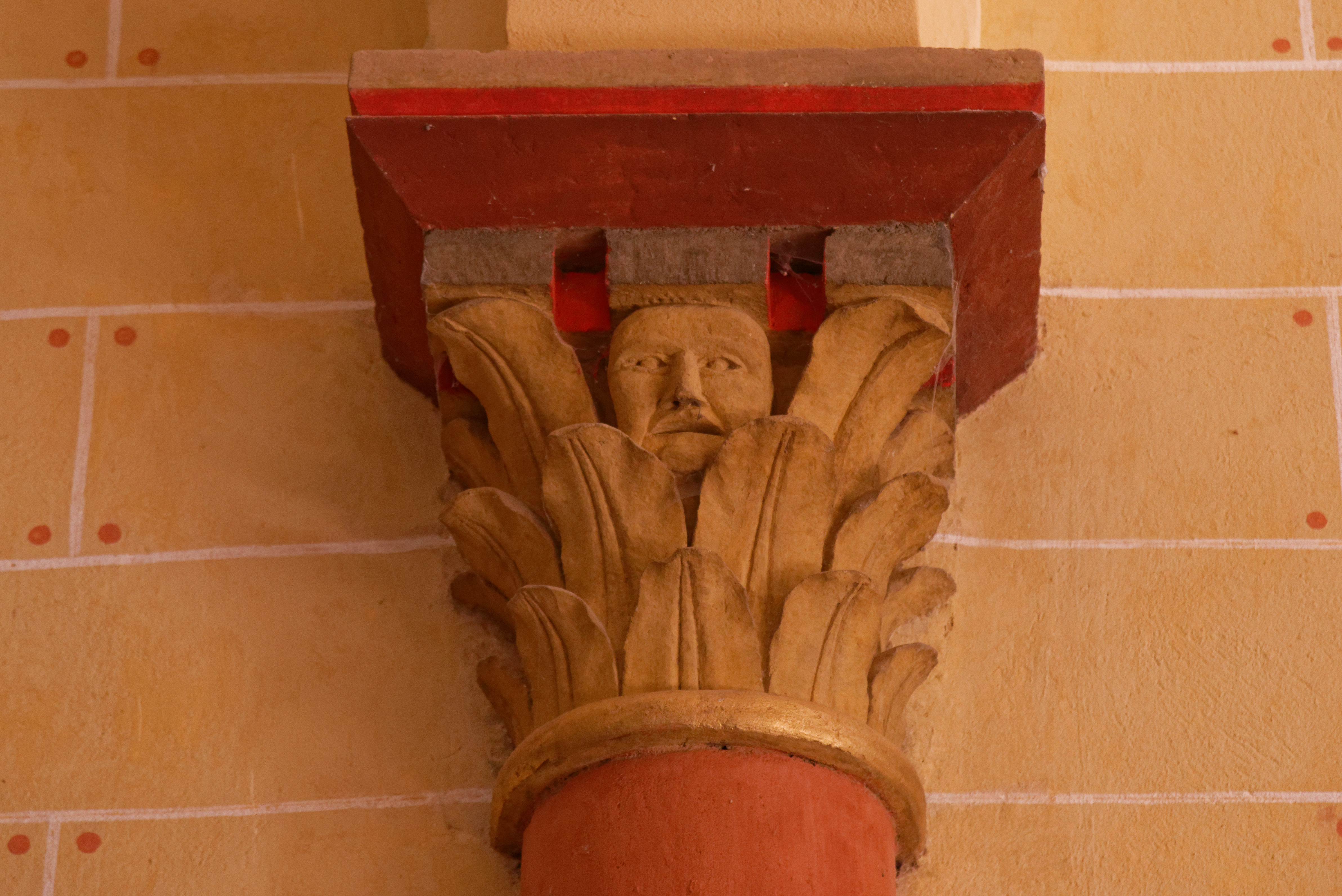
Chapiteau feuillages
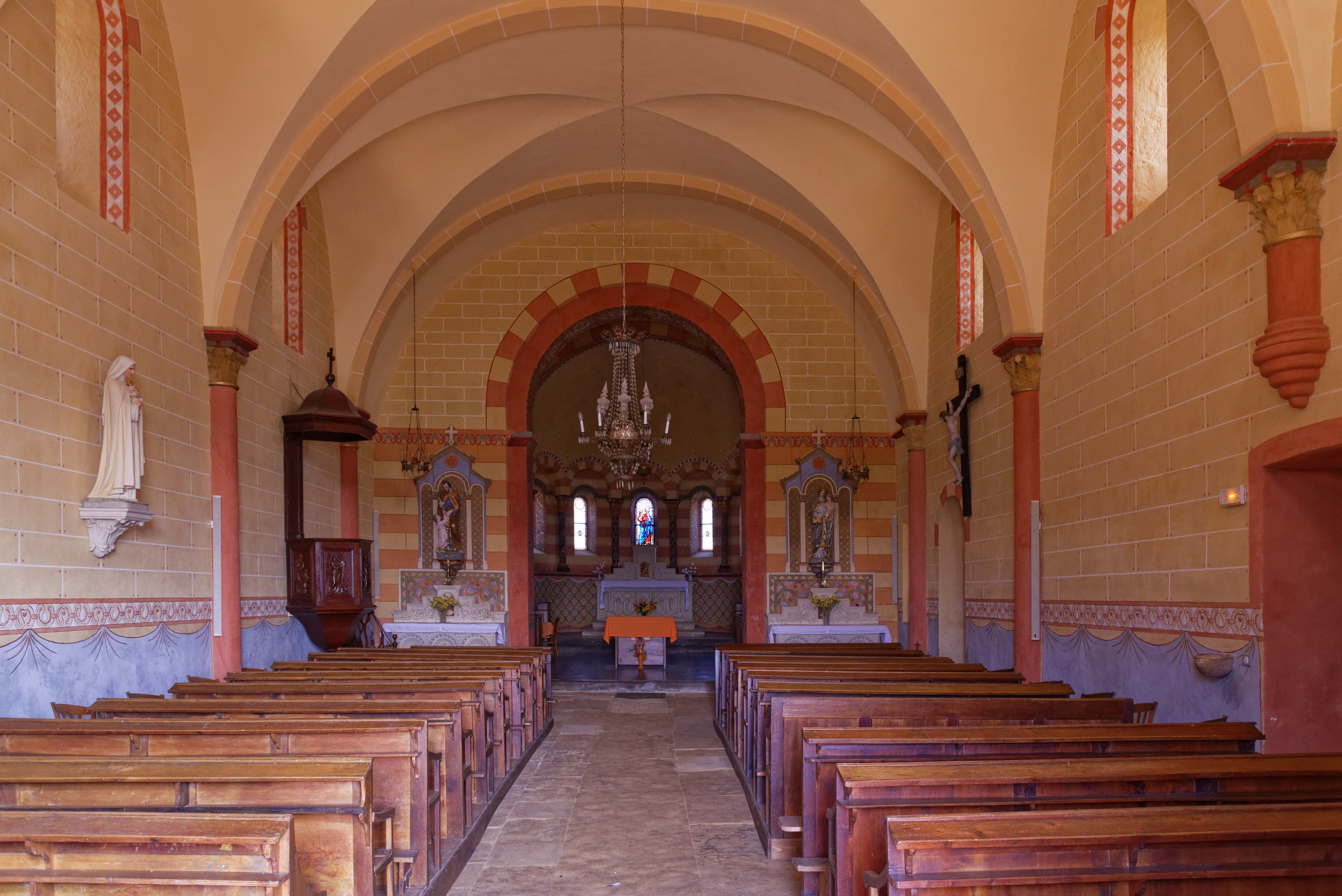
Nef